# Project 1144.2
De Project 1144.2 Orlan-klasse (Russisch: Крейсера проекта 1144 Орлан) van zware geleidewapenkruisers is de grootste scheepsklasse van de Russische marine, alleen vliegdekschepen zijn groter. Vanwege de vergelijkbare grootte met slagkruisers uit de Eerste Wereldoorlog wordt het schip ook wel als zodanig geklasseerd. De klasse was oorspronkelijk bedoeld voor onderzeebootbestrijding, maar haar rol werd uitgebreid met de bestrijding van oppervlakteschepen. In het Westen zijn de schepen bekend onder de NAVO-codenaam Kirov-klasse, naar het eerste schip uit de klasse.

## Bewapening

### Aanvalswapens
De bewapening van de Project 1144.2-klasse bestaat uit een scala aan raketten, machinegeweren, torpedo's en een elektronisch wapenarsenaal. De belangrijkste aanvalswapens zijn 20 P-700 Granit antischeepsraketten in verticale lanceerinrichtingen op het voordek.
Voor onderzeebootbestrijding hebben de schepen 2 × 5 533 mm torpedobuizen waaruit ook RPK-2 Vijoega-raketten (SS-N-15 Starfish) gelanceerd kunnen worden, 2 RBU1000 zesloop-lanceerinstallaties en een RBU6000 twaalfloops-lanceerinstallatie voor ongeleide raketten. Verder beschikt de Kirov over 16 RPK-3 Metel-raketten (SS-N-14 Silex).
Op het achterdek bevindt zich een dubbelloops AK-130 130 mm kanon, behalve op de eerst gebouwde Admiraal Oesjakov waar een 100 mm kanon geplaatst is. Ook is hier een landingsplek en hangar voor maximaal 3 Kamov Ka-25RT of Ka-27PL helikopters.

### Verdedigingswapens
Als eerste verdediging tegen luchtdoelen (vliegtuigen, helikopters en raketten) hebben de schepen 12 S-300F (NAVO-codenaam: SA-N-6 Grumble) verticale lanceerinrichtingen met in totaal 96 raketten. De Peter Veliki heeft een gemoderniseerde versie van dit systeem genaamd S-300FM (SA-N-20 Gargoyle). De tweede verdedigingslinie bestaat uit 3K95 Kinzjal (SA-N-9 Gauntlet) of 9K33M Osa-M (SA-N-4 Gecko) raketten, de configuratie verschilt per schip. De laatste verdedigingslinie wordt gevormd door 8 AK-630 30 mm CIWS-installaties op de Admiraal Oesjakov en Admiraal Lazarev of Kasjtan CIWS op de Admiral Nachimov en Peter Veliki.

## Schepen
Omdat de schepen allemaal ten tijde van de Sovjet-Unie gedoopt werden, kregen ze namen van communistische personen. Bij het uiteenvallen van de Sovjet-Unie werden de schepen daarom hernoemd.
| Naam (origineel, na hernoeming) | Kiellegging     | Tewaterlating   | Ingebruikname   | Status                                              |
| ------------------------------- | --------------- | --------------- | --------------- | --------------------------------------------------- |
| Kirov, Admiral Oesjakov         | 1974            | 1977            | 1980            | Inactief na reactorongeval in 1990                  |
| Froenze, Admiral Lazarev        | 1978            | 1981            | 1984            | Uit dienst genomen in 1997                          |
| Kalinin, Admiral Nachimov       | 1983            | 1986            | 1988            | Retrofit tegen 2024                                 |
| Joeri Andropov, Peter Veliki    | 1986            | 1989            | 1989            | In dienst als vlaggenschip van de Noordelijke Vloot |
| Dzerzjinski, Koeznetsov         | Nooit afgebouwd | Nooit afgebouwd | Nooit afgebouwd | Nooit afgebouwd                                     |

Twee van de vier schepen zijn opgelegd in de Witte Zee. De Admiral Oesjakov en Admiral Lazarev verkeren in zeer slechte staat en zullen nooit meer in de vaart komen. De kernreactoren aan boord van de Admiral Oesjakov zijn zo slecht dat er sprake is van een groot milieurisico. In 2011 werd 50 miljard roebels (circa $765 miljoen) vrijgemaakt om de Admiral Nachimov, die in een betere staat verkeerde, weer in de vaart te krijgen. In augustus 2015 volgde de Peter Veliki. Die kreeg in Moermansk eerst een grote onderhoudsbeurt en werd vanaf 2018 gemoderniseerd op de Sevmash scheepswerf in Severodvinsk. Het budget voor deze werkzaamheden is niet bekendgemaakt. De Peter Veliki is in oktober 2016 naar de Middellandse Zee gestuurd voor de Syrische Burgeroorlog.